# Брэдли, Джим (баскетболист)
Джеймс Артур «Джим» Брэдли (англ. James Arthur "Jim" Bradley; 16 марта 1952 года, Ист-Чикаго, Индиана, США — 20 февраля 1982 года, Портленд, Орегон, США) — американский профессиональный баскетболист, который играл в Американской баскетбольной ассоциации, где отыграл три неполных из девяти сезонов её существования. Чемпион АБА в сезоне 1974/1975 годов в составе команды «Кентукки Колонелс». Кроме того успел поиграть в ААБА, где стал чемпионом в его единственном сезоне 1977/1978 годов в составе команды «Рочестер Зенитс».

## Ранние годы
Джим Брэдли родился 16 марта 1952 года в городе Ист-Чикаго (штат Индиана), там учился в средней школе Рузвельт, в которой играл за местную баскетбольную команду. В сезоне 1969/1970 годов Брэдли помог «Рузвельт Рафрайдерс» выиграть чемпионский титул штата.

## Статистика в NCAA
| Сезон | Команда          | Conf  | Class | GP | GS | MPG | FG%  | 3P% | FT%  | RPG  | APG | SPG | BPG | PPG  |
| --- | ---------------- | ----- | ----- | -- | -- | --- | ---- | --- | ---- | ---- | --- | --- | --- | ---- |
| 1971/72 | Нортерн Иллинойс | Ind   | SO    | 25 |    |     | 50,4 |     | 64,6 | 15,9 |     |     |     | 22,9 |
| 1972/73 | Нортерн Иллинойс | Ind   | JR    | 24 |    |     | 46,4 |     | 72,8 | 17,8 |     |     |     | 23,4 |
| Всего | Всего            | Всего | Всего | 49 |    |     | 48,4 |     | 68,6 | 16,8 |     |     |     | 23,1 |
| Наведите курсор мыши на аббревиатуры в заголовке таблицы, чтобы прочесть их расшифровку Статистика приведена с сайта sports-reference.com |                  |       |       |    |    |     |      |     |      |      |     |     |     |      |